# Bruce Hyer
Pour les articles homonymes, voir Hyer.
Bruce Tolhurst Hyer (né le 6 août 1946 à Hartford, Connecticut) est un homme politique canadien.

## Biographie

### Parcours politique
Il a été député à la Chambre des communes du Canada, représentant la circonscription ontarienne de Thunder Bay—Superior-Nord. Élu comme membre du NPD, Il se retire du NPD à cause de sa position contre le Registre canadien des armes à feu.
Le 13 décembre 2013, il annonce se joindre au Parti Vert du Canada, ce qui double le nombre de sièges du parti à la Chambre des communes.
Lors des élections générales de 2015, il est défait par Patricia Hajdu du Parti libéral du Canada.